# Błędówko
Błędówko – wieś sołecka w Polsce położona w województwie mazowieckim, w powiecie nowodworskim, w gminie Pomiechówek.
Do 1952 roku miejscowość była siedzibą gminy Błędówko. W latach 1954–1961 wieś należała i była siedzibą władz gromady Błędówko, po jej zniesieniu w gromadzie Nowy Modlin. W latach 1975–1998 miejscowość administracyjnie należała do województwa warszawskiego.